# Miesitz
Miesitz é um município da Alemanha localizado no distrito de Saale-Orla, estado de Turíngia.
Pertence ao Verwaltungsgemeinschaft de Triptis.

## Demografia
Evolução da população (31 de dezembro):
| - 1994 – 305 - 1995 – 295 - 1996 – 299 - 1997 – 321 | - 1998 – 333 - 1999 – 353 - 2000 – 347 - 2001 – 344 | - 2002 – 327 - 2003 – 315 - 2004 – 317 - 2005 – 321 |

Fonte: Thüringer Landesamt für Statistik